# 下呂市立馬瀬小学校
下呂市立馬瀬小学校（げろしりつ まぜしょうがっこう）は岐阜県下呂市にある市立の小学校。
校区は馬瀬井谷、馬瀬川上、馬瀬黒石、馬瀬下山、馬瀬数河、馬瀬惣島、馬瀬中切、馬瀬名丸、馬瀬西村、馬瀬堀之内であり、旧・益田郡馬瀬村に該当する。

## 沿革
馬瀬小学校は2009年（平成21年）4月に、総島小学校と中切小学校を統合して開校した小学校である。所在地及び校舎は旧・中切小学校である。
- 2005年 （平成17年） - 総島・中切両小学校評議員会が合同で、「馬瀬の小学校を考える会」が組織される。
- 2007年 （平成19年）
  - 10月25日 - 馬瀬の小学校を考える会が下呂市、下呂市教育委員会に、総島・中切両小学校統合の要望書を提出。
  - 11月27日 - 総島小学校・中切小学校のPTAによる第1回総島小学校・中切小学校統合委員会が開催される[1]。
- 2008年 （平成20年）3月 - 下呂市議会で、総島小学校と中切小学校の統合が議決される。
- 2009年 （平成21年）4月 - 下呂市立馬瀬小学校として開校。